# American International Group
American International Group, Inc. (AIG) — международная страховая и финансовая корпорация, действующая более чем в 80 странах мира и обслуживает более 90 млн клиентов по всему миру. Штаб-квартира компании находится в Нью-Йорке. AIG обслуживает 87% компаний из списка Fortune Global 500 и 83% из Forbes 2000.
Один из мировых лидеров в области личного и имущественного страхования. Компании, входящие в группу AIG, предоставляют услуги государственным учреждениям, юридическим лицам и частным клиентам.
В рейтинге Forbes Global 2000 крупнейших публичных компаний мира за 2021 год AIG Inc. заняла 439-е место, при этом находясь на 83-м месте по размеру активов, 449-м месте по рыночной капитализации и на 217-м месте по обороту. Входит в Топ- 50 лучших компаний по программам многообразия и вовлеченности (англ. Top 50 Companies for Diversity 2020).
AIG входит в ТОП 150 лучших работодателей для бывших военнослужащих, Best Employers for Veterans 2020.
В России компания ведёт свою деятельность с 1994 года.

## История

### 1919—1945 годы
В 1919 году 27-летний американский бизнесмен Корнелиус Вандер Старр основал в Шанхае компанию «Американо-Азиатские андеррайтеры» (American Asiatic Underwriters (AAU)), которая занималась размещением полисов работавших в Шанхае страховых компаний. Не сумев заинтересовать китайским рынком крупных американских страховщиков, Старр в 1921 году решил создать собственную компанию по страхованию жизни, Asia Life Insurance Company (ALICO). К концу 1920-х годов AAU работала не только в Китае, но и во многих странах юго-восточной Азии, включая Филиппины, Индонезию и Малайзию.
В 1926 году Старр открыл свой первый офис в США, компания получила название Американская международная корпорация андеррайтеров (American International Underwriters Corporation, AIU). Одновременно с этим Старр стал искать возможности в Латинской Америке. В конце 1930-х годов он открыл офис AIU в столице Кубы Гаване. Устойчивый рост бизнеса в Латинской Америке компенсировал спад в азиатском регионе из-за надвигающейся Второй мировой войны.

### 1945—1959 годы
После окончания войны AIU открыла отделения в Японии и Германии, где предоставляла услуги страхования для американских военных. В течение 1940-х и начале 1950-х годов компания расширила своё влияние в Европе, её были открыты во Франции, Италии и Великобритании. В 1952 Старр купил страховую компанию Globe & Rutgers Fire Insurance Company и её «дочку» American Home Fire Assurance Company, которая стала основой развития деятельности в США. В конце 1950-х годов компания была представлена в 75 странах в США, Западной Европе, Юго-Восточной Азии, на Ближнем Востоке, севере Африки и в Австралии.

### 1959—1979 годы
В 1960 году Старр нанимает Мориса Гринберга, который начинает развивать международный бизнес в сфере страхования от несчастных случаев и болезней. Гринберг сфокусировался на работе с независимыми брокерами, благодаря чему удалось сэкономить на страховых агентах. Таким образом, компания могла устанавливать цены на страхование, исходя из потенциальной доходности. Даже в том случае, если продажи того или иного продукта снижались в течение длительного времени, компания не несла существенных потерь.
В 1967 появилась компания American International Group, Inc. (AIG), которая была создана как головная объединяющая организация для всех предприятий Старра по страхованию имущества/ответственности и страхованию жизни. Со смертью Старра в 1968 году управление компанией перешло к Гринбергу. В 1969 году AIG провела первичное размещение акций. В 1972 году в Японии компания получила лицензию на продажу полисов японцам, а в конце десятилетия были созданы совместные предприятия с государственными страховыми компаниями в КНР и в Восточной Европе (Венгрия, Румыния, Польша, Югославия).

### 1979 — начало 2000-х годов
В 1980-х годах AIG продолжила свое распространение на рынке, предложив ряд специализированных продуктов — таких как страхование ответственности за загрязнение окружающей среды и страхование политических рисков.
В 1988 году в Гонконге была создана дочерняя компания Financial Investment Corporation of Asia по продаже франшиз американских сетей фаст-фуд. В 1990-х годах AIG приобрела Международную корпорацию лизингового финансирования (International Lease Finance Corporation (ILFC)). В 1992 году AIAC Ltd, входящая в AIG, Inc., становится первой иностранной компанией, получившей лицензию от правительства Китая. В 1994 году компания вышла на рынки России и Узбекистана, а в 1995 году — Индии (в партнёрстве с Tata Group). В 1999 году AIG приобретает SunAmerica, Inc.
В начале 2000-х AIG приобретает крупного страховщика жизни American General Corporation (AG).
Также в ранних 2000-х AIG много инвестировала в России. В июле 2003 года Гринберг встречался с президентом России Владимиром Путиным, чтобы обсудить инвестиции AIG в России и развитие российско-американских экономических отношений.
37-летнее правление Мориса Гринберга закончилось в 2005 году скандалом, Комиссия по ценным бумагам и биржам обвинила группу в фальсификации отчётности, что стоило AIG штрафа в 1,6 млрд долларов. В 2005 году генеральным директором AIG становится Мартин Дж. Салливан, который начал свою карьеру в лондонском офисе компании в 1970 году.
В 2007 году AIG получает разрешение от регулирующего органа, контролирующего страховую деятельность в Китае, на образование компании со 100% иностранным капиталом. Так появляется AIG General Insurance. Того же удается достигнуть в Корее, здесь появляется ипотечная перестраховочная компания AIG United Guaranty Insurance (Asia) Ltd. Помимо этого открывается филиал в Катаре. В России фокус деятельности компании сосредоточен на развитии розничных страховых продуктов и развитии новых каналов продаж.

### Финансовый кризис 2008 года
После назначения Салливана AIG взяла на себя десятки миллиардов долларов рисков, связанных с ипотекой. Компания застраховала десятки миллиардов долларов деривативов от дефолта и не перестраховала их. Вдобавок, AIG использовала залоговое обеспечение для покупки ипотечных ценных бумаг. Все это затронуло компанию, когда в США в 2007—2008 годах начался ипотечный кризис.
В июне 2008 года три акционера, в совокупности владеющие 4% акций AIG, направили письмо в совет директоров компании с просьбой освободить от должности Салливана и внести некоторые другие изменения в руководство и сам совет директоров.
Уже через несколько дней после раскрытия информации о финансовых потерях компании и падения курса акций Салливан подал в отставку и был заменен Робертом Б. Виллумстадом, который занимал пост председателя совета директоров AIG с 2006 года. За этим последовали и другие смены гендиректоров. В итоге в августе 2009 года пост занял Боб Бенмош.
В этих условиях правительство США несколько раз выделяло спасительные кредиты страховому гиганту на общую сумму свыше $180 млрд, в обмен на которые министерству финансов США отошло сначала 79,9% акций AIG, а затем доля выросла до 92%.. От положения AIG зависела финансовая стабильность других крупных фирм, которые были её партнерами, — Goldman Sachs, Morgan Stanley, Bank of America и Merrill Lynch, а также ещё десятка европейских банков.
В 2011 году AIG вернула американскому правительству $21 млрд, тем самым полностью погасив долг перед ним. Для этого группа продала свое подразделение по страхованию жизни American Life Insurance Company (ALICO) компании MetLife, а также провела IPO AIA Group Ltd. На этих двух сделках было заработано $37 млрд. На январь 2013 года совокупная прибыль Федеральной резервной системы и Министерства финансов США от инвестиций в компанию составила порядка $22,7 млрд. В этом же году Совет директоров принял решение вернуть бренд AIG на рынок личного и имущественного страхования, что ознаменовало начало новой эры для компании.

### Реструктуризация группы AIG
В 2009 году руководство группы объявило планы по отделению подразделений, занимающихся страхованием, иным, чем страхование жизни, от AIG в отдельную холдинговую компанию AIU Holdings, которую возглавляет Кристиан Мур, а председателем совета директоров становится Николас Уолш. В дальнейшем формируется собственный орган управления. В результате принимается решение о создании специального юридического лица под брендом Chartis. Под его юрисдикцию попали подразделения страхования юридических лиц в США и Канаде, подразделения личного и имущественного страхования за пределами США и Канады и подразделение по обслуживанию частных VIP-клиентов. AIG инвестирует средства в обмен на получение пакетов акций в созданной структуре. Страховые подразделения холдинга в Юго-Восточной Азии объединены в независимую компанию AIA.
В 2011 году Chartis приобретает основную долю в японской страховой компании Fuji Fire and Marine Insurance Company, Ltd. Эта сделка позволяет Chartis стать четвёртой страховой компанией в Японии.
С осени 2012 года AIG отказывается от бренда Chartis и возвращается к оригинальному названию, проведя ребрендинг (изменился логотип и корпоративные цвета — с синего на голубой).
В 2008—2012 годах в группе происходят процессы интеграции финансов, реструктуризации управления, выравнивание соотношения доли частных и корпоративных клиентов в объёме собранных премий.

## Руководство
- Председатель совета директоров — Брайан Дюперро (Brian Duperreault)
- Президент и главный исполнительный директор (CEO) — Питер Заффино (Peter S. Zaffino)
- Главный финансовый директор — Марк Лайонз (Mark Donald Lyons),
- Глава кадровой службы — Карен Линг (Karen L. Ling)
- Главный административный директор — Шейн Фицсимонс (Shane Fitzsimons)[2][31]

## Деятельность
Из выручки 43,7 млрд долларов в 2020 году страховые премии составили 28,5 млрд долларов, инвестиционный доход — 13,6 млрд. Страховые выплаты составили 24,8 млрд. Активы компании на конец 2020 года составили 586,5 млрд долларов, из них 360,7 млрд пришлось на инвестиции в ценные бумаги (в том числе 271,5 млрд в корпоративные и другие облигации, 45,5 млрд в ипотечные ценные бумаги).
Подразделения:
- Общее страхование — страхование имущества, ответственности, финансовых рисков, от несчастных случаев и медицинское страхование; страховые премии 23 млрд долларов, из них 10 млрд в Северной Америке.
- Страхование жизни и пенсионное страхование — аннуитеты, участие во взаимных фондах компании, групповое пенсионное страхование, страхование жизни; страховые премии 4,6 млрд[3].

На конец 2020 года в группе работало 45 тысяч сотрудников, из них 42% в Северной Америке, 40% в Азиатско-Тихоокеанском регионе, 18% в Европе, Ближнем Востоке, Африке и Латинской Америке.
| Год                 | 2004  | 2005  | 2006  | 2007  | 2008   | 2009   | 2010  | 2011  | 2012  | 2013  | 2014  | 2015  | 2016   | 2017   | 2018  | 2019  | 2020   |
| ------------------- | ----- | ----- | ----- | ----- | ------ | ------ | ----- | ----- | ----- | ----- | ----- | ----- | ------ | ------ | ----- | ----- | ------ |
| Оборот              | 97,82 | 108,8 | 113,4 | 110,1 | 11,10  | 75,35  | 77,30 | 59,81 | 65,66 | 68,87 | 64,41 | 58,33 | 52,37  | 49,52  | 47,39 | 49,75 | 43,74  |
| Чистая прибыль      | 9,983 | 10,48 | 14,05 | 6,200 | -99,29 | -12,31 | 10,01 | 21,33 | 3,700 | 9,092 | 7,524 | 2,222 | -0,349 | -6,056 | 0,061 | 4,169 | -5,829 |
| Активы              | 801,0 | 853,0 | 979,4 | 1048  | 860,4  | 847,6  | 683,4 | 553,1 | 548,6 | 541,3 | 515,6 | 496,8 | 498,3  | 498,3  | 492,0 | 525,1 | 586,5  |
| Собственный капитал | 79,67 | 86,32 | 101,7 | 95,80 | 52,71  | 69,82  | 85,32 | 101,5 | 98,00 | 100,5 | 106,9 | 89,66 | 76,30  | 65,71  | 57,31 | 65,68 | 66,36  |